# فيلادلفيا (نيويورك)
فيلادلفيا (بالإنجليزية: Philadelphia, New York)‏ هي بلدة أمريكية تقع في الولايات المتحدة في نيويورك (ولاية). يقدر عدد سكانها بـ 1,947 نسمة .

## المناخ
يظهر الجدول التالي التغييرات المناخية على مدار السنة لفيلادلفيا:
| البيانات المناخية لـفيلادلفيا     | البيانات المناخية لـفيلادلفيا | البيانات المناخية لـفيلادلفيا | البيانات المناخية لـفيلادلفيا | البيانات المناخية لـفيلادلفيا | البيانات المناخية لـفيلادلفيا | البيانات المناخية لـفيلادلفيا | البيانات المناخية لـفيلادلفيا | البيانات المناخية لـفيلادلفيا | البيانات المناخية لـفيلادلفيا | البيانات المناخية لـفيلادلفيا | البيانات المناخية لـفيلادلفيا | البيانات المناخية لـفيلادلفيا | البيانات المناخية لـفيلادلفيا |
| الشهر                             | يناير                         | فبراير                        | مارس                          | أبريل                         | مايو                          | يونيو                         | يوليو                         | أغسطس                         | سبتمبر                        | أكتوبر                        | نوفمبر                        | ديسمبر                        | المعدل السنوي                 |
| --------------------------------- | ----------------------------- | ----------------------------- | ----------------------------- | ----------------------------- | ----------------------------- | ----------------------------- | ----------------------------- | ----------------------------- | ----------------------------- | ----------------------------- | ----------------------------- | ----------------------------- | ----------------------------- |
| الدرجة القصوى °ف (°م)             | 54 (12)                       | 59 (15)                       | 72 (22)                       | 80 (27)                       | 86 (30)                       | 92 (33)                       | 96 (36)                       | 94 (34)                       | 94 (34)                       | 83 (28)                       | 76 (24)                       | 64 (18)                       | 96 (36)                       |
| متوسط درجة الحرارة الكبرى °ف (°م) | 28 (−2)                       | 30 (−1)                       | 39 (4)                        | 50 (10)                       | 64 (18)                       | 71 (22)                       | 76 (24)                       | 75 (24)                       | 69 (21)                       | 56 (13)                       | 43 (6)                        | 32 (0)                        | 53 (12)                       |
| متوسط درجة الحرارة الصغرى °ف (°م) | 6 (−14)                       | 7 (−14)                       | 18 (−8)                       | 31 (−1)                       | 42 (6)                        | 50 (10)                       | 54 (12)                       | 54 (12)                       | 48 (9)                        | 39 (4)                        | 27 (−3)                       | 15 (−9)                       | 33 (1)                        |
| أدنى درجة حرارة °ف (°م)           | −44 (−42)                     | −42 (−41)                     | −40 (−40)                     | −10 (−23)                     | 16 (−9)                       | 26 (−3)                       | 30 (−1)                       | 31 (−1)                       | 23 (−5)                       | 10 (−12)                      | −14 (−26)                     | −47 (−44)                     | −47 (−44)                     |
| الهطول إنش (مم)                   | 4.15 (105)                    | 2.96 (75)                     | 3.70 (94)                     | 3.99 (101)                    | 4.34 (110)                    | 4.24 (108)                    | 4.57 (116)                    | 4.62 (117)                    | 5.07 (129)                    | 4.33 (110)                    | 4.84 (123)                    | 4.48 (114)                    | 51.39 (1٬305)                 |
| متوسط تساقط الثلوج إنش (سم)       | 57.8 (147)                    | 36.4 (92)                     | 30.4 (77)                     | 13.4 (34)                     | 1.6 (4.1)                     | 0 (0)                         | 0 (0)                         | 0 (0)                         | 0 (0)                         | 2.3 (5.8)                     | 27.9 (71)                     | 66.3 (168)                    | 236.1 (600)                   |
| متوسط أيام هطول الأمطار           | 19.1                          | 14.5                          | 15.6                          | 13.6                          | 14.1                          | 13.6                          | 12.2                          | 12.8                          | 13.0                          | 14.1                          | 17.2                          | 18.7                          | 178.5                         |
| متوسط الأيام المثلجة              | 17.1                          | 13.1                          | 11.8                          | 5.1                           | 1.1                           | 0                             | 0                             | 0                             | 0                             | 1.9                           | 9.4                           | 18.3                          | 77.8                          |
| المصدر: TWC                       |                               |                               |                               |                               |                               |                               |                               |                               |                               |                               |                               |                               |                               |